# Berta Segura Berenjeno
Berta Segura (6 de juny de 2003) és una esportista catalana que competeix en atletisme. Va guanyar una medalla de plata al Campionat Europeu d'Atletisme sub-20 de 2021, a la prova de 4×400 metres relleus.
El 2022, va obtenir l'or iberoamericà de 4x400 m a La Nucia. El mateix any va batre el rècord d'Espanya sub-20 a Huelva en la prova de 400 metres llisos amb un temps de 52.72, fet que va suposar un nou rècord català absolut de la distancia. Més endavant, al Campionat del Món d'Atletisme sub-20 celebrat a Cali, Segura va batre la seua pròpia plusmarca estatal amb un temps de 52,50.
El 29 de juny de 2024 va guanyar la medalla d'or en la prova de 400 metres femenina al Campionat d'Espanya de Clubs d'atletisme, per aconseguir-ho va haver d’abaixar la seua millor marca personal, que abans del campionat era de 51.92, per deixar-la en 51.68. El temps va suposar un nou rècord de Catalunya a nivell absolut, a més de la segona millor marca de la història a nivell sub-23 i la cinquena de tots els temps a nivell absolut.